# Myrmica deplanata
Myrmica deplanata (лат.) — вид мелких муравьёв рода Myrmica (подсемейство мирмицины). Степной термофильный вид.

## Распространение
Палеарктика: Восточная Европа (Австрия, Венгрия, Польша, Россия, Румыния, Словакия, Украина, Чехия), Закавказье (Грузия), Нижнее Поволжье, Центральная Азия (Иран, Туркменистан, Казахстан). На восток до юга Западной Сибири и Алтая.

## Описание
Мелкие коричневые муравьи длиной около 5 мм с длинными шипиками заднегруди. Усики 12-члениковые (у самцов 13-члениковые). Скапус усиков самцов очень короткий. Стебелёк между грудкой и брюшком состоит из двух члеников: петиолюса и постпетиолюса (последний чётко отделён от брюшка), жало развито, куколки голые (без кокона). Брюшко гладкое и блестящее. Один из наиболее термофильных и ксерофильных видов мирмик, предпочитает открытые степные низковысотные биотопы с разреженной и редкой растительностью, хорошо прогреваемой солнечными лучами. Муравейники располагаются под землёй, под камнями. Брачный лёт самок и самцов происходит с июля по сентябрь.

## Систематика
Близок к видам Myrmica caucasicola, Myrmica schencki и Myrmica koreana (симпатричным таксонам из группы Myrmica schencki), отличаясь широким лбом и менее расширенными лобными долями и очень коротким скапусом самцов. Вид был впервые описан в 1921 году итальянским мирмекологами Карлом Эмери (Италия) под первоначальным названием Myrmica lobicornis var. deplanata Emery, 1921. Однако, ещё раньше в невалидном статусе был упомянут как Myrmica scabrinodis subsp. lobicornis var. deplanata Ruzsky, 1905 и до 1994 года в литературе упоминался как Myrmica deplanata Ruzsky, 1905. Затем до 2010 года (когда были найдены и заново исследованы считавшиеся потерянными типовые экземпляры) рассматривался синонимом Myrmica lacustris Ruzsky, 1905 (ныне это Myrmica stangeana Ruzsky, 1902).